# Liste der Monuments historiques in Lisses
Die Liste der Monuments historiques in Lisses führt die Monuments historiques in der französischen Gemeinde Lisses auf.

## Liste der Bauwerke
| Bezeichnung       | Beschreibung | Standort                 | Kennzeichnung | Schutzstatus | Datum | Bild |
| ----------------- | ------------ | ------------------------ | ------------- | ------------ | ----- | ---- |
| Kirche St-Germain |              | Allée de l’Église (Lage) | PA00087939    | Inscrit      | 1950  |      |

## Liste der Objekte
- Monuments historiques (Objekte) in Lisses der Base Palissy des französischen Kultusministeriums